# Afroguatteria
Afroguatteria là chi thực vật có hoa trong họ Annonaceae.